# HDMS Fylla
Pour les articles homonymes, voir Fylla.
Le HDMS Fylla est une canonnière danoise, lancée en 1862. 
La Fylla était entièrement construite en bois, gréée comme une goélette à hunier et équipée d'une hélice à vapeur. L'hélice pouvait être élevée dans un puits lorsqu'elle était sous voile. L'armement d'origine consistait en des canons tournants placés dans la ligne médiane du navire, mais remplacés plus tard par des canons plus petits de chaque côté du navire.

## Histoire

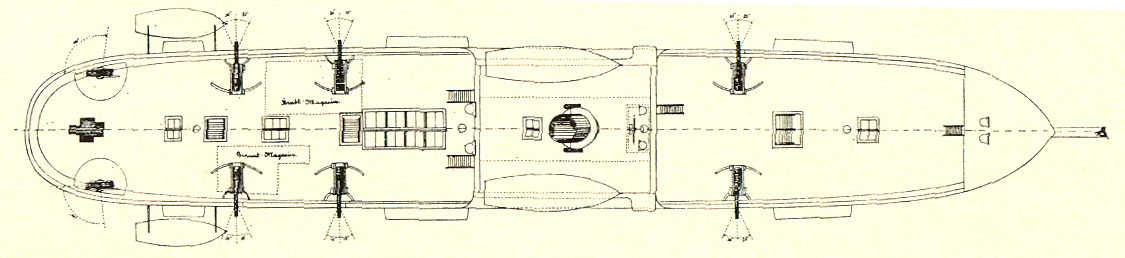
Plan de la Fylla après son réarmement en 1882.

Le premier voyage de la Fylla est aux Antilles danoises en 1863, mais elle est rappelée dès 1864 à cause de la seconde guerre du Schleswig. Pendant la majeure partie de sa carrière, elle sert comme navire d'inspection et comme garde-côte autour des îles Féroé, de l'Islande et du Groenland, mais également comme navire d'inspection des pêches en mer du Nord en 1880-1881. 
En 1881-1882, elle connaît des réparations majeures et est réarmée avec des canons plus nombreux mais plus petits.
En 1884, Carl Hartwig Ryder, Johannes Eugenius Bülow Warming et Theo Holm explorent l'ouest du Groenland sur le navire.
Mise hors service en 1894, elle est démolie en 1903.